# Augusteische Germanenkriege
Die Augusteischen Germanenkriege waren eine Reihe von militärischen Auseinandersetzungen zwischen 12 v. Chr. und 16 n. Chr., in denen das Römische Reich unter Augustus (31 v. Chr. bis 14 n. Chr.) – letztlich vergeblich – versuchte, die germanischen Stämme zwischen Rhein und Elbe unter seine Herrschaft zu bringen. Wesentliche Ereignisse waren die Drususfeldzüge (12 bis 8 v. Chr.), das immensum bellum („gewaltiger Krieg“, 1 bis 5 n. Chr.), die vernichtende römische Niederlage in der Varusschlacht (9 n. Chr.) sowie die anschließenden Rückeroberungsversuche durch Tiberius und Germanicus; als Höhe- und Endpunkt der Kriege gelten die Germanicus-Feldzüge (14 bis 16 n. Chr.). Den Augusteischen Germanenkriegen vorangegangen war die Eroberung Galliens durch Caesar, die zu einer Konfrontation mit expandierenden und räuberischen germanischen Stammesgruppen geführt hatte.

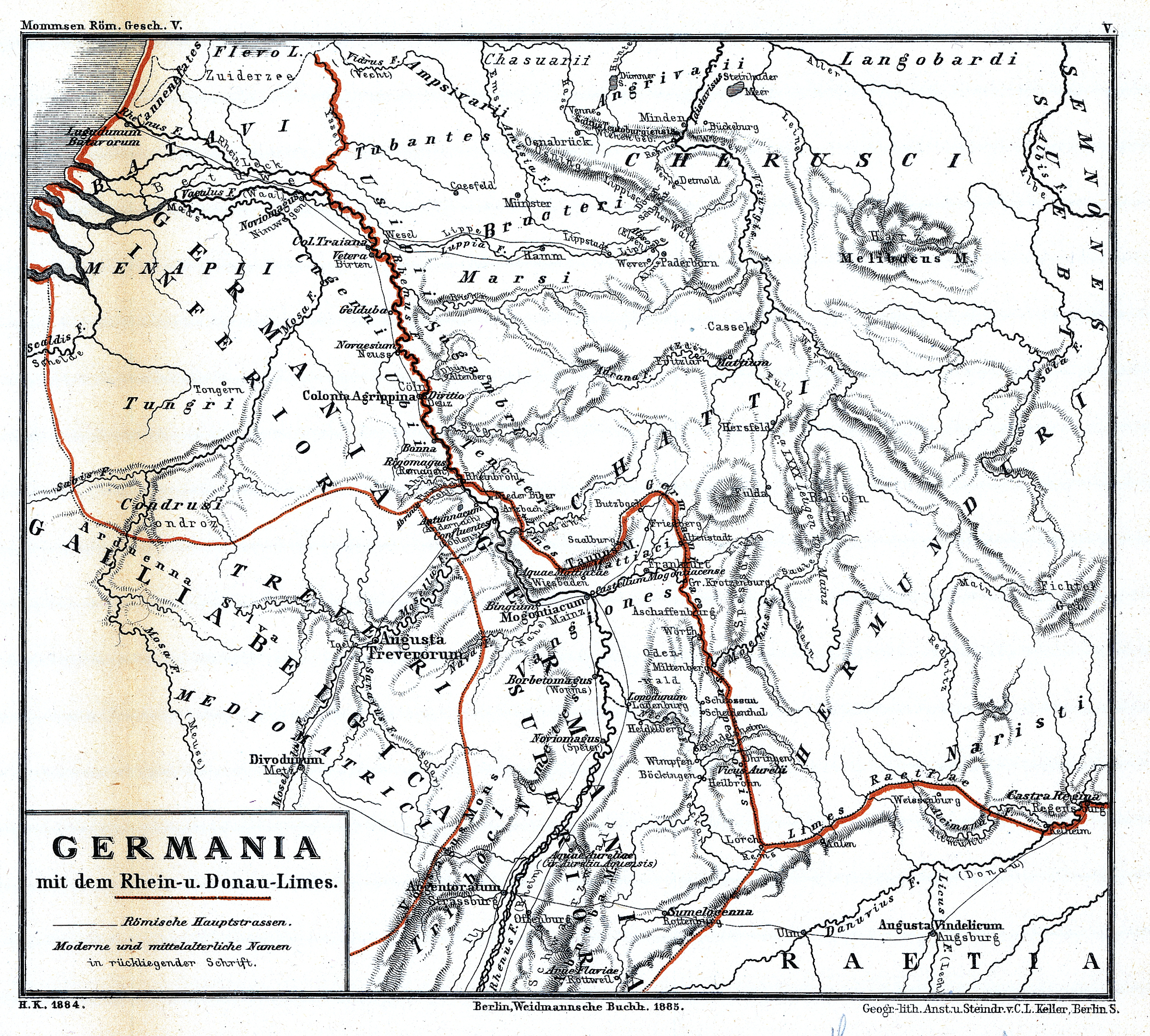
Germanien zur Zeitenwende (Th. Mommsen 1921)

Gegner der Römer waren verschiedene germanische Stammeskoalitionen. Die Römer fanden auf den germanischen Kriegsschauplätzen topographische und klimatische Bedingungen vor, die die Entfaltung der überlegenen römischen Militärmacht erschwerten und den zahlenmäßig in der Regel unterlegenen germanischen Truppen entscheidende Vorteile verschafften.
Seit dem Jahr 9 lag das Zentrum des germanischen Widerstandes bei den von Arminius geführten Cheruskern. Nach schweren römischen Verlusten stellte der widerstrebende Germanicus auf energische Weisung des neuen Kaisers Tiberius (14 bis 37 n. Chr.) die Offensiven ein. Die Legionen zogen sich dauerhaft auf die Rheinlinie zurück. Deshalb galt Arminius dem römischen Geschichtsschreiber Publius Cornelius Tacitus als „Befreier Germaniens“ (liberator Germaniae).

## Quellenlage

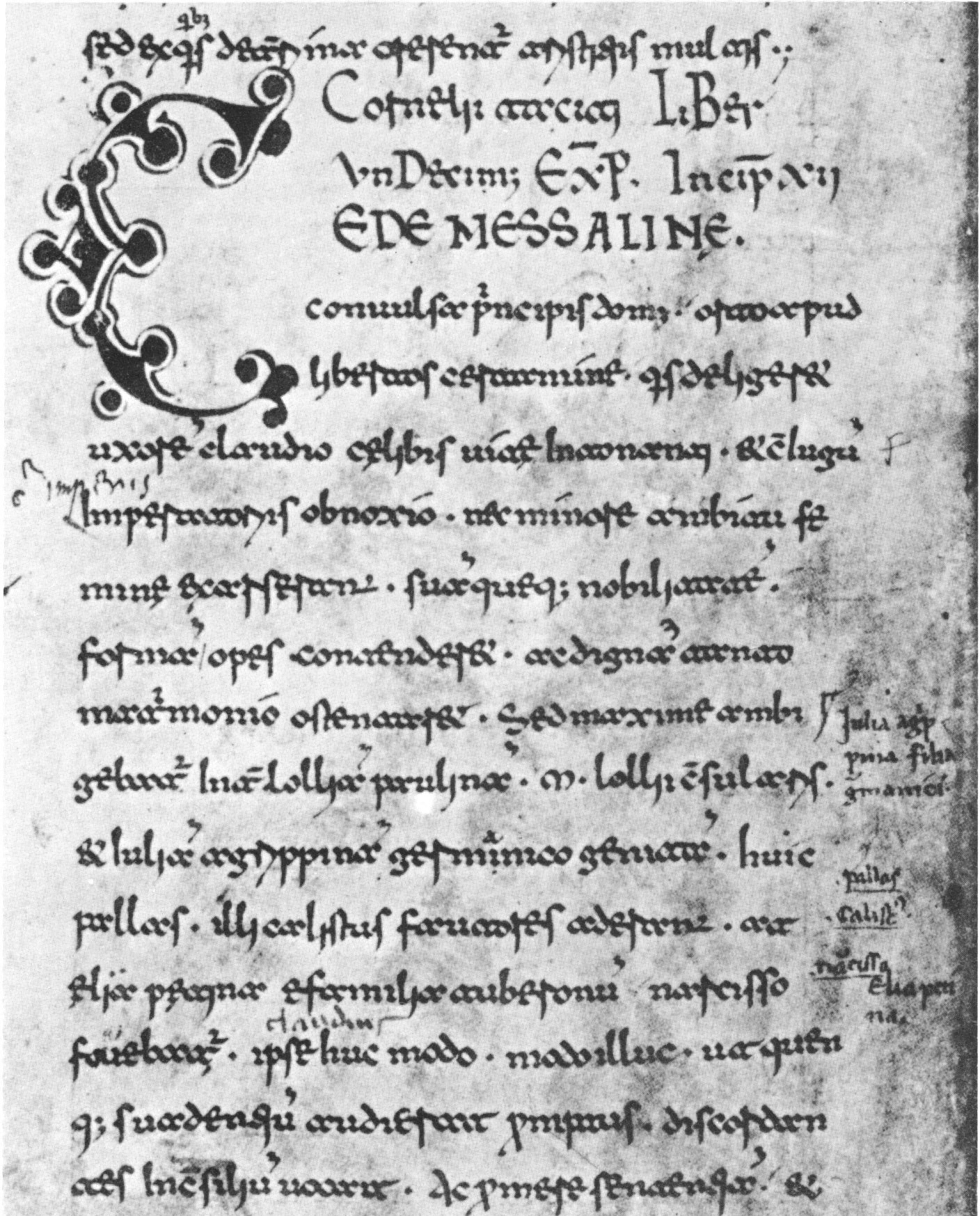
Tacitus, Annales Anfang des 12. Buchs in der Handschrift Florenz, Biblioteca Medicea Laurenziana, Plut. 68,2 fol. 6v (1. Hälfte des 11. Jahrhunderts)

### Drusus-Feldzüge 12 bis 8 v. Chr.

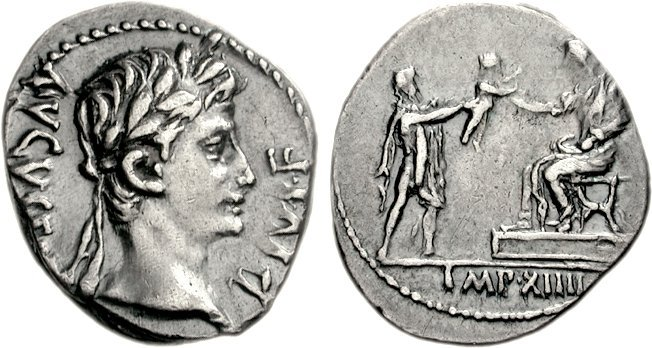
Ein Barbar übergibt Augustus ein Kind als Geisel. Die Darstellung zielt möglicherweise auf die Unterwerfung der Sugambrer 8 v. Chr. ab.

### Immensum bellum 1 bis 5 n. Chr.

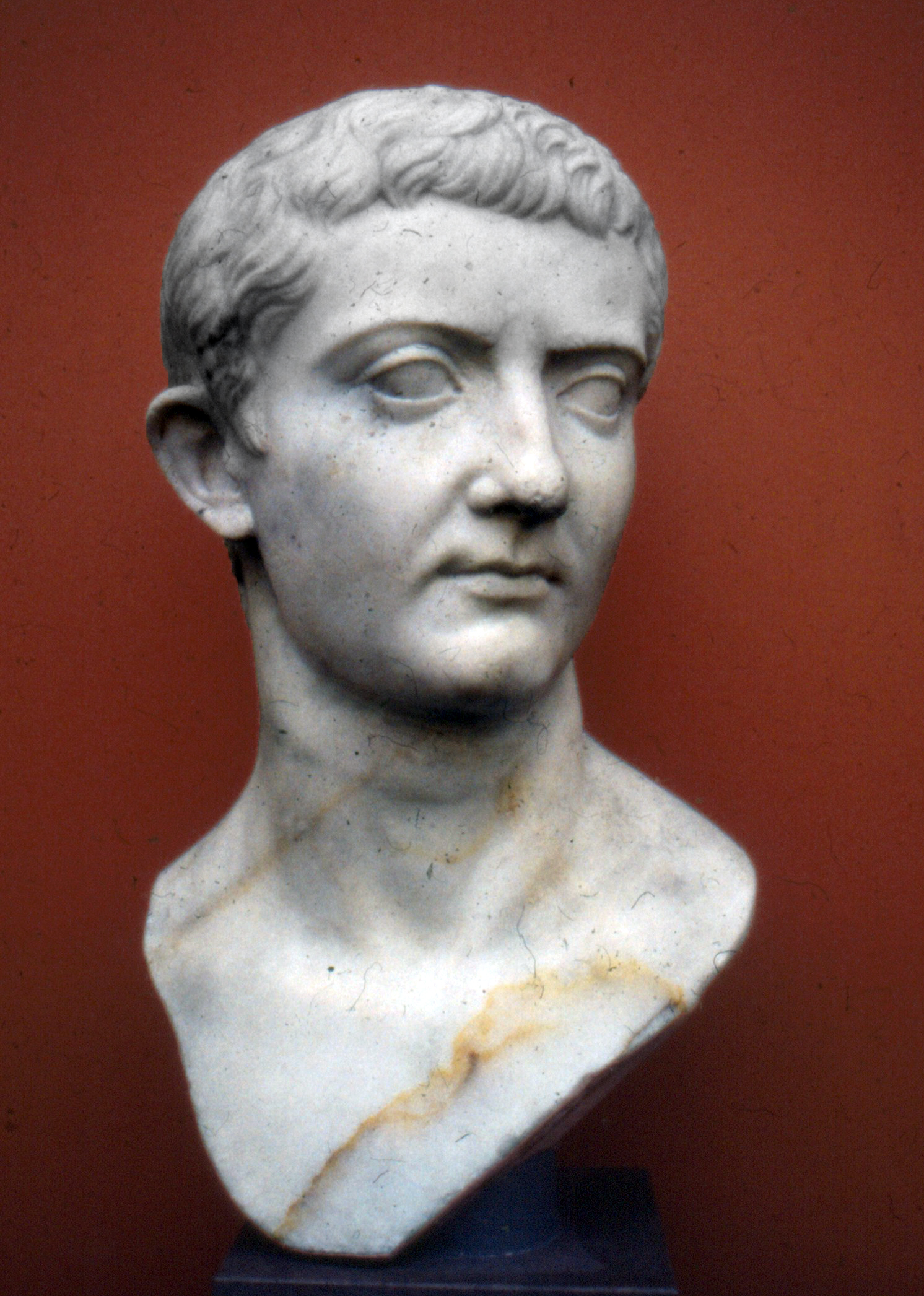
Tiberius Claudius Nero, der spätere Kaiser Tiberius

### Varusschlacht 9 n. Chr.

Nero Claudius Germanicus (Büste, Musée Saint-Raymond, Toulouse)

#### Truppenversorgung

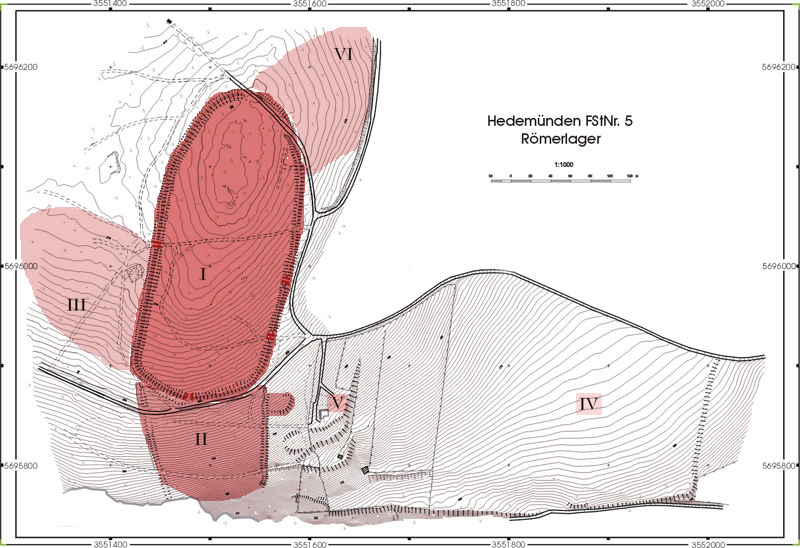
Nachschublager Hedemünden, Grundriss

#### Kampf gegen die römische Fremdherrschaft

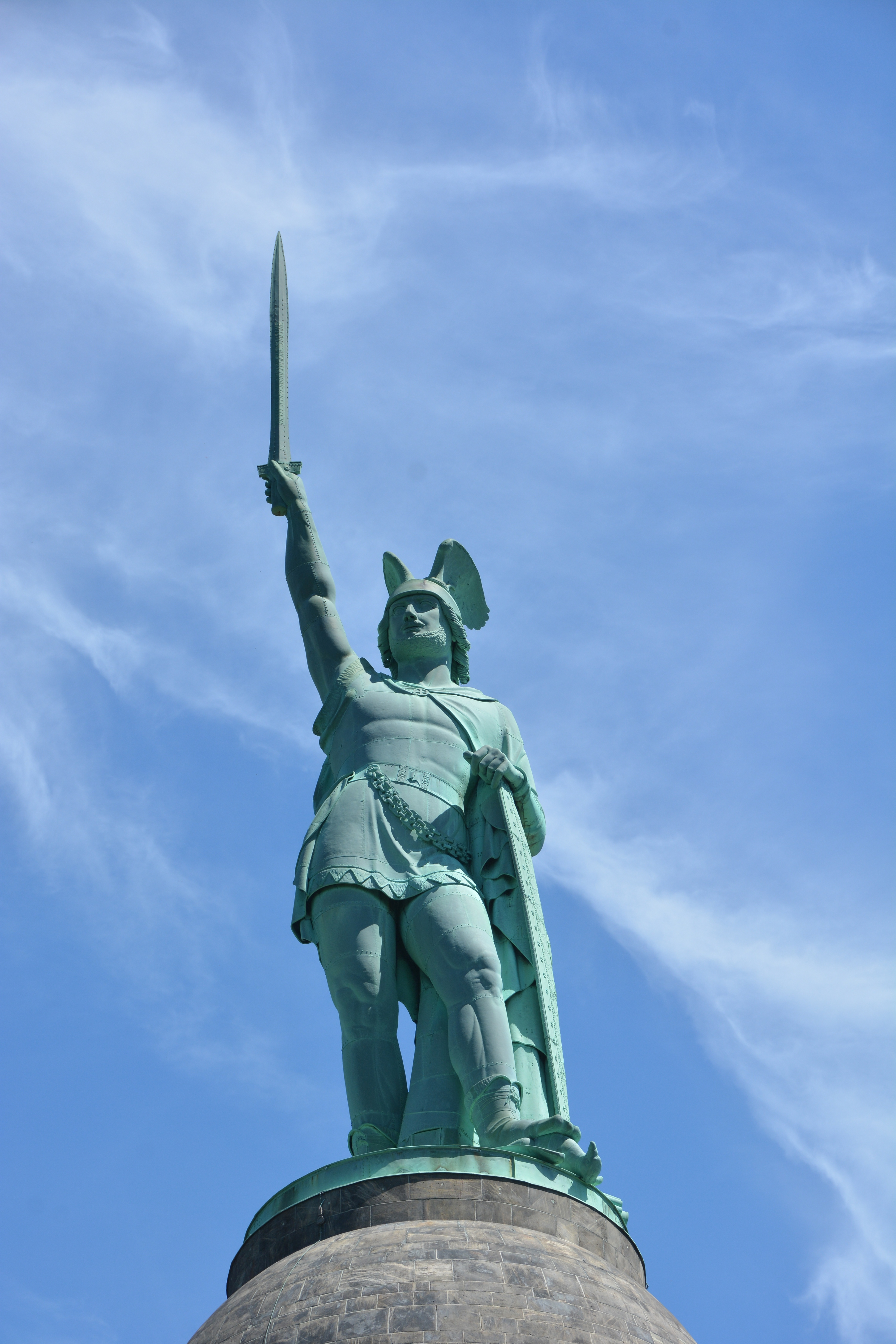
Hermannsdenkmal im Teutoburger Wald